# Mr. Freeman
|  | Denne artikel er oprettet af botten Steenthbot ud fra en ekstern database. Den kan derfor have sproglige fejl eller mangler. Denne skabelon kan fjernes efter kontrol af indholdet. |

Mr. Freeman er en dansk spillefilm fra 2022 instrueret af Mads Matthiesen.

## Handling
Simone er 17 år gammel og lidt af en outsider, som bor sammen med sine forældre og lillesøster i et stille parcelhuskvarter. På nettet får hun en dag kontakt med en smuk, sort ung mand der kalder sig Freeman og som bor i Afrika. Simone får hurtigt varme følelser for Freeman og bruger sin opsparing på at få ham på besøg i Danmark, trods sine forældres ihærdige forsøg på at tale hende fra det. Freeman flytter ind hos familien og Simone og Freemans forhold udvikler sig hurtigt. Men samtidig vokser forælderens modstand mod forholdet og Simone må nu gøre op med sig selv hvad hun er klar til at ofre for kærligheden…